# Quitman (Texas)
Quitman es una ciudad ubicada en el condado de Wood en el estado estadounidense de Texas. En el Censo de 2010 tenía una población de 1809 habitantes y una densidad poblacional de 370,34 personas por km².

## Geografía
Quitman se encuentra ubicada en las coordenadas 32°47′39″N 95°26′44″O / 32.79417, -95.44556. Según la Oficina del Censo de los Estados Unidos, Quitman tiene una superficie total de 4.88 km², de la cual 4.86 km² corresponden a tierra firme y (0.48%) 0.02 km² es agua.

## Demografía
Según el censo de 2010, había 1809 personas residiendo en Quitman. La densidad de población era de 370,34 hab./km². De los 1809 habitantes, Quitman estaba compuesto por el 89.99% blancos, el 5.09% eran afroamericanos, el 0.33% eran amerindios, el 1.05% eran asiáticos, el 0% eran isleños del Pacífico, el 1.44% eran de otras razas y el 2.1% pertenecían a dos o más razas. Del total de la población el 4.04% eran hispanos o latinos de cualquier raza.